# Antepipona orbitalis
Antepipona orbitalis är en stekelart som först beskrevs av Herrich-Schäffer 1839.  Antepipona orbitalis ingår i släktet Antepipona och familjen Eumenidae. Utöver nominatformen finns också underarten A. o. ballioni.